# Sweet Thing (Mick Jagger)
Sweet Thing is een nummer van de Britse rockmuzikant Mick Jagger uit 1993. Het is de eerste single van zijn derde soloalbum Wandering Spirit.
Met "Sweet Thing" wijkt Jagger af van de muziek die hij met The Rolling Stones maakt, het nummer gaat namelijk meer de R&B- en funkkant op. Jagger wist met het nummer in een aantal landen een hit te scoren. Zo bereikte het de 24e positie in het Verenigd Koninkrijk. In de Nederlandse Top 40 haalde het de 17e positie, en in de Vlaamse Radio 2 Top 30 kwam het een plekje lager.